# Palpimanus paroculus
Palpimanus paroculus is een spinnensoort uit de familie Palpimanidae. De soort komt voor in Zuid-Afrika.